# التاريخ الدستوري لأستراليا

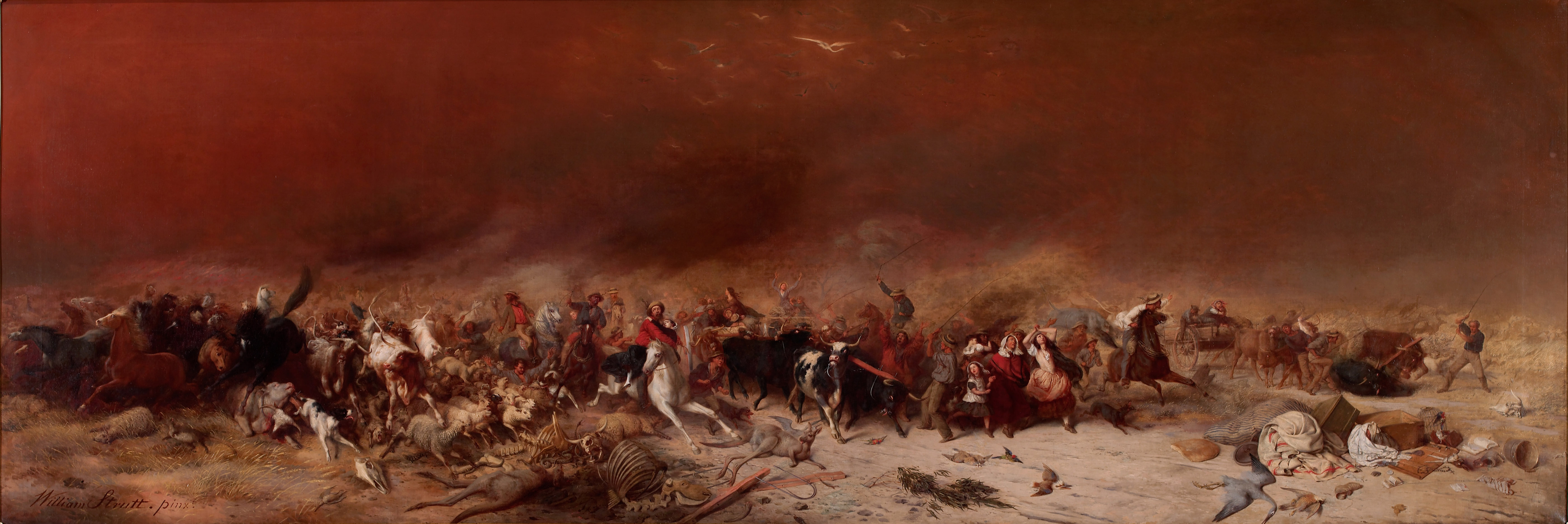

بدأ التاريخ الدستوري لأستراليا مع إقامة أول مستوطنة للبيض في سيدني عام 1788، وخضع لعدة تغيرات دستورية منذ ذلك الوقت.

## الاستيطان
قبل الاستيطان الأوروبي لأستراليا عام 1788، تواجد الأوروبيون على الأرض بصفتهم مستكشفين لا غير. وتمثل الاستثناء الوحيد لذلك في جيمس كوك الذي أحبر عام 1770 بمحاذاة معظم الساحل الشرقي لأستراليا ثم أعلن تبعية كامل الخط الساحلي الذي استكشفه للممتلكات البريطانية. لا تتضح القاعدة التي استند ذلك الإعلان عليها، لكن من الواضح أن الأمر تم دون استشارة السكان الأصليين أو الدخول في مفاوضات معهم. في السنوات اللاحقة، استُشهد بمبدأ الأرض المباحة لتبرير ذلك التصرف.
أصدِرت مراسيم تشريعية في لندن في تاريخ 6 ديسمبر 1785 من أجل إقامة مستعمرة في خليج بوتاني، وعُين آرثر فيليب في منصب حاكم المستعمرة الجديدة في أكتوبر 1786. في عهد فيليب، عُينت الحدود عند خط طول 135° شرق (خريطة 26 يناير 1788) بالاستناد إلى رسوم ميلكيسيديك تيفينو، المنشورة بعنوان Hollandia Nova‒‒Terre Australe، في كتابه «روايات من رحلات غريبة متنوعة» (بالفرنسية: Relations de Divers Voyages Curieux، باريس، 1663).
بعد تعيينه في منصب الحاكم من قبل اللورد سيدني بوقت قصير، وضع فيليب مذكرة مفصلة لمخططاته بشأن المستعمرة الجديدة المعتزم إقامتها، وكتب في إحدى الفقرات قائلًا: «ستدخَل قوانين هذه الدولة [إنجلترا] إلى [نيو] ساوث ويلز، وثمة قانون أتمنى أن يصبح ساري المفعول ما إن تستحوذ قوات جلالة الملك على البلاد: وهو منع وجود العبودية على أرض حرة، أي ألا يوجد عبيد». وقد بدأ الاستيطان الأوروبي الأبيض فعليًا بوصول الأسطول الأول، الذي كان يتألف من 11 سفينة وصلت إلى خليج بوتاني في نيو ساوث ويلز بين يومي 18 و20 يناير 1788. جلب الأسطول عدداً بلغ 1044 شخصًا إلى المستوطنة الجديدة، وكان 696 شخصًا بينهم من المدانين. وكان الموقع الفعلي للمستوطنة في خليج سيدني. وأعلن الحاكم فيليب عن المستعمرة رسميًا في 7 فبراير 1788 في سيدني. لكن على الرغم من أن المستوطنة كانت سجنًا عسكريًا، وأن فيليب كان يتمتع بكامل السلطة بوصفه حاكمًا، كان للمستعمرة إدارة ومحاكم مدنية.
استُخدم مبدأ الأرض المباحة للمرة الأولى في قضية الملك ضد تومي، إذ اعتبرت أن السكان المحليين يكونون خاضعين للقانون الإنجليزي فقط حين يتعلق الحادث بسكان محليين ومستوطنين معًا، وتمثل تعليل ذلك في أن مجموعات السكان الأصليين القبلية كانت تعمل من الأساس وفق أنظمتها القانونية الخاصة. وقد ازداد ذلك الموقف رسوخًا في أحكام قضايا الملك ضد بالارد والملك ضد بوتمان. في عام 1835، أصدر الحاكم بورك تصريحًا احتوى على تضمين لمبدأ الأرض المباحة. إذ أعلن عدم قدرة سكان أستراليا الأصليين على بيع الأراضي أو تخصيصها، وعدم قدرة الأفراد أو الجماعات على الاستحواذ على الأراضي، إلا من خلال التوزيع عن طريق التاج. أقِر التصريح من قبل الدائرة الاستعمارية في 10 أكتوبر 1835. وقد صدر التصريح ردًا على محاولة رعاة بقر من أرض فان ديمن الدخول في اتفاقية مع القبائل الأصلية في بورت فيليب، عُرفت باسم معاهدة باتمان.
خلال القرن التاسع عشر، أقيمت مستعمرات بريطانية منفصلة في أستراليا. وفي عام 1825، أعلِنت تاسمانيا –وكان يطلق عليها اسم أرض فان ديمن آنذاك– مستعمرةً منفصلة عن مستعمرة نيو ساوث ويلز. وأسِست مستعمرة نهر سوان في غربي أستراليا عام 1832، منفصلةً عن مستعمرة نيو ساوث ويلز، لتستولي بريطانيا من خلالها بفاعلية على ما تبقى من القارة الأسترالية. وعقب معاهدة وايتانغي، أعلن ويليام هوبسون السيادة البريطانية على نيوزيلندا في عام 1940 وأصبحت جزءًا من مستعمرة نيو ساوث ويلز. وفي عام 1841، فُصلت عن مستعمرة نيو ساوث ويلز لتشكل مستعمرة نيوزيلندا الجديدة. وأقيمت أستراليا الجنوبية في عام 1836 منفصلةً عن مستعمرة نيو ساوث ويلز، واستقلت كل من فيكتوريا في عام 1851 وكوينزلاند في عام 1859 عن مستعمرة نيو ساوث ويلز. وبواسطة براءة التمليك في 6 يونيو 1859، قدمت الملكة فيكتوريا موافقتها على فصل مستعمرة كوينزلاند عن نيو ساوث ويلز. وفي اليوم نفسه، منح مرسوم تشريعي كوينزلاند دستورها الخاص. أصبحت كوينزلاند مستعمرة تتمتع بالحكم الذاتي ولها حاكمها الخاص ومجلس تشريعي مرشح ولجنة تشريعية منتخبة. تأسست أستراليا الجنوبية بوصفها «مقاطعة حرة»، ولم تكن مستعمرة عقابية قط. وقد تأسست كل من فكتوريا وأستراليا الغربية على أنهما «حرتان» أيضًا، لكنهما استقبلتا في ما بعد مدانين مرحلين. وأدت حملة قادها مستوطنو نيو ساوث ويلز إلى إنهاء ترحيل المدانين إلى تلك المقاطعة، إذ وصلت آخر سفن المدانين في عام 1848.